# 페르미온

표준 모형의 기본 입자. 처음 세 열(보라색과 연두색)이 페르미온이다.

페르미온(영어: fermion 퍼미온[*]) 또는 페르미 입자는 페르미-디랙 통계를 따르는 입자다. 페르미온은 반정수의 스핀을 가진다. 이 이름은 이탈리아의 물리학자인 엔리코 페르미의 이름을 땄다. 모든 입자는 (애니온 따위를 제외하고) 그 스핀 혹은 통계에 따라 페르미온과 보손으로 나눈다.

## 자연계의 페르미온

### 기본 페르미온
현재 알려진 기본 입자 가운데 페르미온은 다음과 같다.
- 쿼크는 중입자와 중간자를 구성하는 입자이다. 색가둠으로 인해 독립적으로 존재하지 못한다. 이 가운데, 안정된 입자 (양성자와 핵 속의 중성자)를 구성하는 쿼크는 업 쿼크와 다운 쿼크밖에 없다.
- 렙톤은 자유롭게 존재하는 입자이며, 두 종류로 나뉜다.
  - 대전된 렙톤들은 전자 및 이와 유사한 입자들 뮤온과 타우온이 있다. 이들 가운데 오직 전자만이 안정하다.
  - 중성미자들은 전기적으로 중성이며, 다른 입자들에 비해 현저히 가볍지만 매우 미세한 양의 질량을 가진다. 이들은 모두 안정하다.

표준 모형의 페르미온들은 중입자수 또는 렙톤 수라는 양자수를 가진다. 쿼크의 경우 중입자수를, 렙톤의 경우 렙톤 수를 가진다.
초대칭이나 각종 대통일 이론 등, 표준 모형을 확장하는 모형들은 대부분 추가 페르미온을 예측하나, 이들은 아직 발견되지 않았다.

### 합성 페르미온
홀수개의 페르미온으로 구성된 합성 입자는 페르미온을 이룬다. 예를 들어, 핵자를 비롯한 중입자는 세 개의 쿼크로 이루어진 합성 페르미온이다. 이 밖에도, 순수하게 보손 장으로만 구성된 솔리톤인 스커미온 또한 페르미온을 이룬다.

## 성질

### 스핀
양자장론의 스핀-통계 정리에 따라, 로런츠 대칭이 깨지지 않는 이상 모든 페르미온은 항상 반정수의 스핀을 갖는다. 즉, 가능한 스핀은 1/2, 3/2, 5/2, … 따위다. 기본 페르미온의 경우, 와인버그-위튼 정리에 따라 보통 1/2과 3/2만이 가능하다고 여겨지며, 이 가운데 후자는 아직 발견되지 않았다.(후자는 초중력 이론의 그래비티노에 해당한다.)

### 통계역학
보손과 달리, 페르미온은 파울리 배타 원리를 만족시킨다. 즉, 서로 다른 두 페르미온은 같은 양자 상태를 가질 수 없다. 이에 따라, 페르미온의 통계역학은 보손의 통계역학과 현저히 달라진다.
양자 통계역학에서는 고전적인 통계역학의 확률 분포인 맥스웰-볼츠만 분포(=볼츠만 분포)에 양자역학적인 성질을 고려하여 확률 분포를 계산한다. 우선 페르미온과 보손이 보여주는 양자역학적 동일 입자(identical particle)의 성질을 이해할 필요가 있다. 여러개의 동일 입자들이 있을 때 이를 나타내는 확률파동함수를 {\displaystyle \psi (x_{1},x_{2},...x_{n})} 이라고 할 때에 입자 1과 입자 2을 서로 맞바꾸어도 제3의 관찰자로서는 아무런 차이를 감지 할 수 없다. 즉 {\displaystyle \psi (x_{1},x_{2},...x_{n})=\psi (x_{2},x_{1},...x_{n})} 이라고 할 수 있다. 이제 맞바꾸는 교환 작용자 {\displaystyle \chi }에 대한 고윳값 r을 생각해 볼 수 있는데, {\displaystyle \chi ^{2}}는 두 번 맞바꾼 것이기 때문에 단순한 항등연산자이다. 그러므로 {\displaystyle \chi ^{2}}의 고윳값 {\displaystyle r^{2}}는 1이 되고, r은 실수라 가정할 때에 당연히 +1 또는 -1이 될 것이다. 페르미온은 맞바꾸는 교환 작용자 χ에 대한 고윳값 r이 -1인 경우이다. 따라서
{\displaystyle \chi \psi (x_{1},x_{2},...x_{n})=-\psi (x_{1},x_{2},...x_{n})}
이고, 위에서 언급한대로 맞바꾸기를 한 이후의 확률파동함수는 그 이전과 비교해서 구분할 수 없다. 즉,
{\displaystyle \psi (x_{1},x_{2},...x+n)=-\psi (x_{1},x_{2},...x_{n})}
이 된다. 따라서 앞의 식의 양변을 한쪽으로 옮기면
{\displaystyle \chi \psi (x_{1},x_{2},...x_{n})=0}
을 확인할 수 있다. 이는 한 개 보다 많은 복수의 페르미온이 동일한 상태에 존재 할 수 없음을 나타낸다. 그러므로 특정한 에너지 ε를 갖는 페르미온에 대한 확률분포를 볼츠만 분포를 확장하여 계산하면 다음과 같다.
- 상태1: ε의 에너지를 갖는 페르미온이 존재하지 않는 경우의 볼츠만 인자는 1이다.
- 상태2: ε의 에너지를 갖는 페르미온이 하나 존재하는 경우의 볼츠만 인자는 {\displaystyle e^{-{\frac {\epsilon }{kT}}}}이다.
- 이제 ε의 에너지를 갖는 페르미온이 '하나' 존재할 확률을 계산해 보면 {\displaystyle {\frac {e^{-{\frac {\epsilon }{kT}}}}{1+e^{-{\frac {\epsilon }{kT}}}}}}이 된다.

### 페르미온의 로렌츠 표현
수학적으로, 페르미온은 로렌츠 군의 스피너 표현에 해당한다. 이러한 표현들은 다음과 같은 네 가지 경우가 있다.
| 페르미온 종류 | 질량   | 반입자          | 나선도                                                                      | 예                         | 가능한 시공간 차원 d                          |
| ------------- | ------ | --------------- | --------------------------------------------------------------------------- | -------------------------- | --------------------------------------------- |
| 디랙          | 유질량 | 서로 다름       | 입자·반입자가 각각 둘 다 가능                                               | 쿼크, 전자, 뮤온, 타우온   | 항상 가능                                     |
| 마요라나      | 유질량 | 스스로의 반입자 | 둘 다 가능                                                                  | 중성미자? (미확인)         | {\displaystyle d\not \equiv 5,6,7{\pmod {8}}} |
| 바일          | 무질량 | 서로 다름       | 입자는 오른손·왼손 가운데 하나만 가능. 반입자는 이에 반대되는 나선도만 가능 | 표준 모형에서의 중성미자   | d 짝수                                        |
| 마요라나-바일 | 무질량 | 스스로의 반입자 | 오른손·왼손 가운데 하나만 가능                                              | (4차원에서 존재할 수 없음) | {\displaystyle d\equiv 1{\pmod {8}}}          |

아직 중성미자는 어떤 분류에 속하는지 확실하지 않으나, 디랙 또는 마요라나 페르미온일 것으로 추정된다. 표준 모형에서는 중성미자가 바일 페르미온으로 취급되었으나, 이는 중성미자 진동을 통한 중성미자 질량의 발견으로 반증되었다.

## 같이 보기
- 보손
- 애니온
- 입자물리
- 통계역학
- 페르미-디랙 통계